# Valentijn van Orley
Valentijn van Orley (Brussel (?), ca. 1466 - aldaar, 1532) was een Brabants kunstschilder.

## Leven
Als buitenechtelijk kind van Jan van Orley, een edelman uit een oorspronkelijk Luxemburgse familie, en de Brusselse Margriet Happaert, trouwde Valentijn in 1490 met Margriet van Pynbroeck. Na haar dood in 1501 hertrouwde hij het volgende jaar met Barbara van Cappenbergh. Uit deze huwelijken had hij zes kinderen, onder wie de schilders Everaart, Bernard, Filip en Gomar. Om aan de kost te komen koos Van Orley voor het schilderen. Hij werd in 1502/03 lid van de Broederschap van Onze-Lieve-Vrouw van de Zeven Weeën, die veel kunstenaars in zijn rangen telde. Het mag verondersteld worden dat hij in zijn geboortestad enige naam maakte, want in zijn atelier kon hij vier zonen tewerkstellen en bovendien kon Valentyn van Bruesele zich in 1512 inschrijven als vrijmeester van het Antwerpse Sint-Lucasgilde. In de Liggeren is ook opgetekend dat hij leerlingen aannam in 1512, 1516 en 1517. Zijn gezin verhuisde mee naar de Scheldestad en zijn oudste zoon Everaart van Orley was er zelf vrijmeester. Ergens na 1517 zijn ze vermoedelijk teruggekeerd naar Brussel, want van Valentijn noch Everaart zijn na dat jaar leerlingen ingeschreven.
Uiterlijk in 1527 woonde hij weer in Brussel. In mei van dat jaar werd hij er gearresteerd op verdenking van ketterij. Hij maakte deel uit van een conventikel van een zestigtal personen, onder wie vooraanstaande kunstenaars, dat in de Paasdagen clandestiene preken had bijgewoond van de lutherse pastoor Claes van der Elst. Het onderzoek door de inquisiteur Nicolas Coppin toonde aan dat Van Orley bezwarende boeken in zijn bezit had, waaronder de Summa der godliker scriftueren. Oft een duytsche theologie. Deze bewerkte vertaling van de nog niet gedrukte Oeconomica christiana bevatte een luthers-erasmiaans compendium van het evangelische geloof. Ook had hij vanuit Antwerpen geld en goederen doorgesluisd naar de opgesloten broeder Lambrecht Thorn, die hij in zijn cel bezocht. Omdat hij net zomin als de anderen volhardde in zijn dwaling, werd Van Orley niet tot ketter verklaard en kwam hij er vanaf met een geestelijke straf opgelegd door de inquisitieraad (verplicht op een podium bijwonen van sermoenen in de Sint-Michielskerk) en een geldboete van 20 carolusgulden door de Raad van Brabant. Daarbovenop kwam een banstraf om vijf maanden binnen de stad te blijven, wat erop wijst dat hij toch bij de kopstukken werd gerekend. Hij leefde daarna nog een vijftal jaren.

## Werk
Geen enkel werk is met zekerheid aan Van Orley toegeschreven. Men neemt aan dat hij de zes panelen van het Saluzzoretabel schilderde, want op twee plaatsen is gesigneerd met ORLEI en de opdracht van de familie Pensa di Mondovi dateert vermoedelijk uit ongeveer 1500-1505, te vroeg dus voor zijn zonen. Op dit Brusselse retabel, waaraan hij werkte met de beeldsnijder Jan Borreman (III), zijn scènes weergegeven uit het leven van Sint Jozef.
Waarschijnlijk maakte Van Orley ook kartons voor Brusselse wandtapijten en brandglasramen. Een aantal patroontekeningen uit het Rijksmuseum, bekend als de Pseudo-Ortkens-groep, wordt tentatief met hem in verband gebracht.

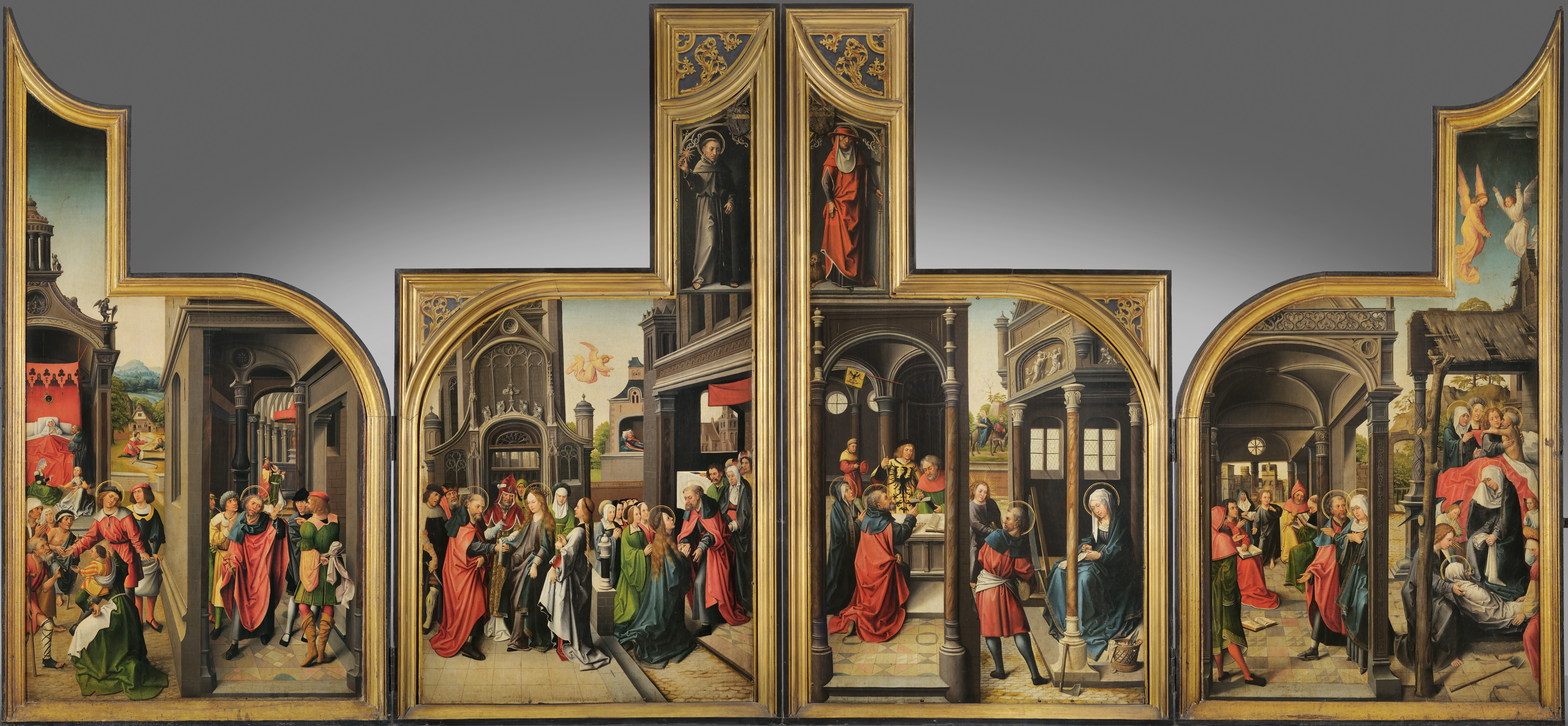
Binnenzijde van het Saluzzoretabel in het Museum van de Stad Brussel

## Voetnoten
1. ↑  Een akte uit 1499 noemt Valentijn natuerlycke broeder van Everaart II van Orley. Hun vader werd in 1464 poorter van Brussel.

- Biografisch Portaal: 27218652
- RKD-Nederlands Instituut voor Kunstgeschiedenis: 60942
- Union List of Artist Names: 500005872
- Virtual International Authority File: 95716716